# Maggie Pattillo
Maggie Pattillo (1983) è un'ex sciatrice alpina canadese.

## Biografia
Attiva dal dicembre del 1998, in Nor-Am Cup la Pattillo esordì il 17 dicembre 1999 a Mont-Tremblant in slalom gigante (57ª), ottenne il miglior piazzamento l'8 marzo 2001 a Snowbird nella medesima specialità (7ª) e prese per l'ultima volta il via l'11 marzo 2003 a Panorama ancora in slalom gigante (20ª). Si ritirò durante la stagione 2004-2005 e la sua ultima gara fu lo slalom speciale della XXII Universiade invernale, disputato il 22 gennaio a Innsbruck e chiuso dalla Pattillo al 37º posto; non debuttò in Coppa del Mondo né prese parte a rassegne olimpiche o iridate.

## Palmarès

### Nor-Am Cup
- Miglior piazzamento in classifica generale: 24ª nel 2003

### Campionati canadesi
- 1 medaglia:
  - 1 argento (slalom speciale nel 2001)